# Lasiochernes congicus
Lasiochernes congicus är en spindeldjursart som beskrevs av Beier 1959. Lasiochernes congicus ingår i släktet Lasiochernes och familjen blindklokrypare. Inga underarter finns listade i Catalogue of Life.